# هارولد بل (بازیکن فوتبال)
هارولد بل (انگلیسی: Harold Bell; ۲۲ نوامبر ۱۹۲۴ – ۱۷ ژوئیهٔ ۱۹۹۴) بازیکن فوتبال اهل بریتانیا بود.
از باشگاه‌هایی که در آن بازی کرده‌است می‌توان به باشگاه فوتبال ترانمره راورز اشاره کرد.